# 工藤勇一
工藤 勇一（くどう ゆういち、1960年 - ）は、日本の教育者。横浜創英中学・高等学校元校長。
教育再生実行会議委員や経済産業省「EdTech」委員などの公職のほか、文部科学省職員等の有志による「教育・学びの未来を創造する教育長・校長プラットフォーム」発起人も務める。

## 経歴
山形県鶴岡市生まれ。山形県立鶴岡南高等学校卒業。東京理科大学理学部応用数学科卒業。
1984年より山形県飽海郡松山町（現・酒田市）で数学の中学教諭を5年務めた後、東京都の教員採用試験を受け直し、1989年に台東区の中学校に赴任。その後、東京都や目黒区の教育委員会、新宿区教育委員会教育指導課長などを歴任。
2014年に千代田区立麹町中学校の校長に就任すると、子どもの自律を重視した教育改革に取り組み、宿題廃止、定期テスト廃止、固定担任制廃止など、従来「当たり前」とされてきたことを覆した。宿題については「すでに分かっている生徒には無駄であり、分からない生徒には重荷である」として、定期テストについては「ある時点での学力を切り取って評価することに意味はない」として、固定担任制については「学級担任が生徒に対して責任を持ち過ぎてしまい、生徒の自律を妨げる」として、それぞれ廃止した理由を述べている。また、制服の改定や、私服を一部導入するなど数多くの改革を行った。これにより麹町中学校は授業妨害や教室からの勝手な退出、校内での器物破損が多発する問題校となったとされる。また視察や取材ではうわべだけを取り繕っていたため外部からは実態が見えなかったとされ、マスコミは改革者として取り上げていた。これらは工藤校長の後任時代に起きたことであり工藤校長時代はそんなことは起きていなかった。校風は後任の堀越勉による方針転換で問題が解消されつつあるという。

## エピソード
アドウェイズCEOを務める岡村陽久は工藤の教え子である。

## 出演

### テレビ番組
- 日経スペシャル カンブリア宮殿 宿題・定期テストは廃止！ 教育の常識を打ち破った 驚き公立中学の秘密（2019年9月26日、テレビ東京）[9]。

### ラジオ番組
- NHKラジオ第1放送マイあさ! 土曜日「教育アドバイザー」が語る　学ぶことの意義（2025年2月22日）[10]。

## 書籍

### 単著
- 『学校の「当たり前」をやめた。生徒も教師も変わる！公立名門中学校長の改革』（2018年12月4日、時事通信出版局）ISBN 978-4-7887-1594-3
- 『麹町中学校の型破り校長 非常識な教え』（2019年9月9日、SBクリエイティブ〈SB新書〉）ISBN 978-4-8156-0131-7
- 『麹町中校長が教える 子どもが生きる力をつけるために親ができること』（2019年10月17日、かんき出版）ISBN 978-4-7612-7449-8
- 『きみを強くする50のことば これからの未来、どう考えて、どう生きていく?』（2020年6月24日、かんき出版）ISBN 978-4-7612-7498-6
- 『自律と尊重を育む学校』（2022年5月30日、時事通信社）ISBN 9784788717527
- 『15歳からのリーダー養成講座 改革のカリスマ直伝！』（2022年10月25日、幻冬舎）ISBN 9784344040229
- 『考える。動く。自由になる。 15歳からの人生戦略』（2023年3月3日、実務教育出版）ISBN 9784788903111
- 『校長の力 学校が変わらない理由、変わる秘訣』（2024年2月9日、中央公論新社 中公新書ラクレ）ISBN 9784121508126
- 『家庭・学校・社会みんなに知ってほしい 教育について工藤勇一先生に聞いてみた』（監修:工藤勇一）（2024年4月25日、Gakken）ISBN 9784054069626

### 共著
- 『学校の未来はここから始まる 学校を変える、本気の教育論議』（共著:木村泰子、合田哲雄）（2021年3月19日、教育開発研究所）ISBN 978-4-86560-535-8
- 『最新の脳研究でわかった！自律する子の育て方』（共著:青砥瑞人）（2021年5月1日、SBクリエイティブ〈SB新書〉）ISBN 978-4-8156-0711-1
- 『学校ってなんだ! 日本の教育はなぜ息苦しいのか』（共著:鴻上尚史）（2021年8月18日、講談社 現代新書）ISBN 978-4-06-523475-4
- 『子どもたちに民主主義を教えよう 対立から合意を導く力を育む』（共著:苫野一徳）（2022年10月7日、あさま社/英治出版）ISBN 9784910827001
- 『社会を変える学校、学校を変える社会』（共著:植松努）（2024年3月26日、時事通信社）ISBN 9784788718661

### 関連書籍
- 『「目的思考」で学びが変わる 千代田区立麹町中学校長・工藤勇一の挑戦』（著者:多田慎介）（2019年2月16日、ウェッジ）ISBN 9784863102132
- 『死にたかった発達障がい児の僕が「自己変革」できた理由 麹町中学校で工藤勇一先生から学んだこと』（著者:西川幹之佑）（2022年2月6日、	時事通信出版局/時事通信社）ISBN 9784788718036